# Frankfort (Kansas)
Frankfort es una ciudad ubicada en el de condado de Marshall en el estado estadounidense de Kansas. En el año 2010 tenía una población de 726 habitantes y una densidad poblacional de 279,23 personas por km².

## Geografía
Frankfort se encuentra ubicada en las coordenadas 39°42′14″N 96°25′5″O / 39.70389, -96.41806 (39.703810, -96.417925).

## Demografía
Según la Oficina del Censo en 2000 los ingresos medios por hogar en la localidad eran de $28,269 y los ingresos medios por familia eran $34,545. Los hombres tenían unos ingresos medios de $25,167 frente a los $19,375 para las mujeres. La renta per cápita para la localidad era de $16,078. Alrededor del 10.5% de la población estaban por debajo del umbral de pobreza.